# Cornelia Funke

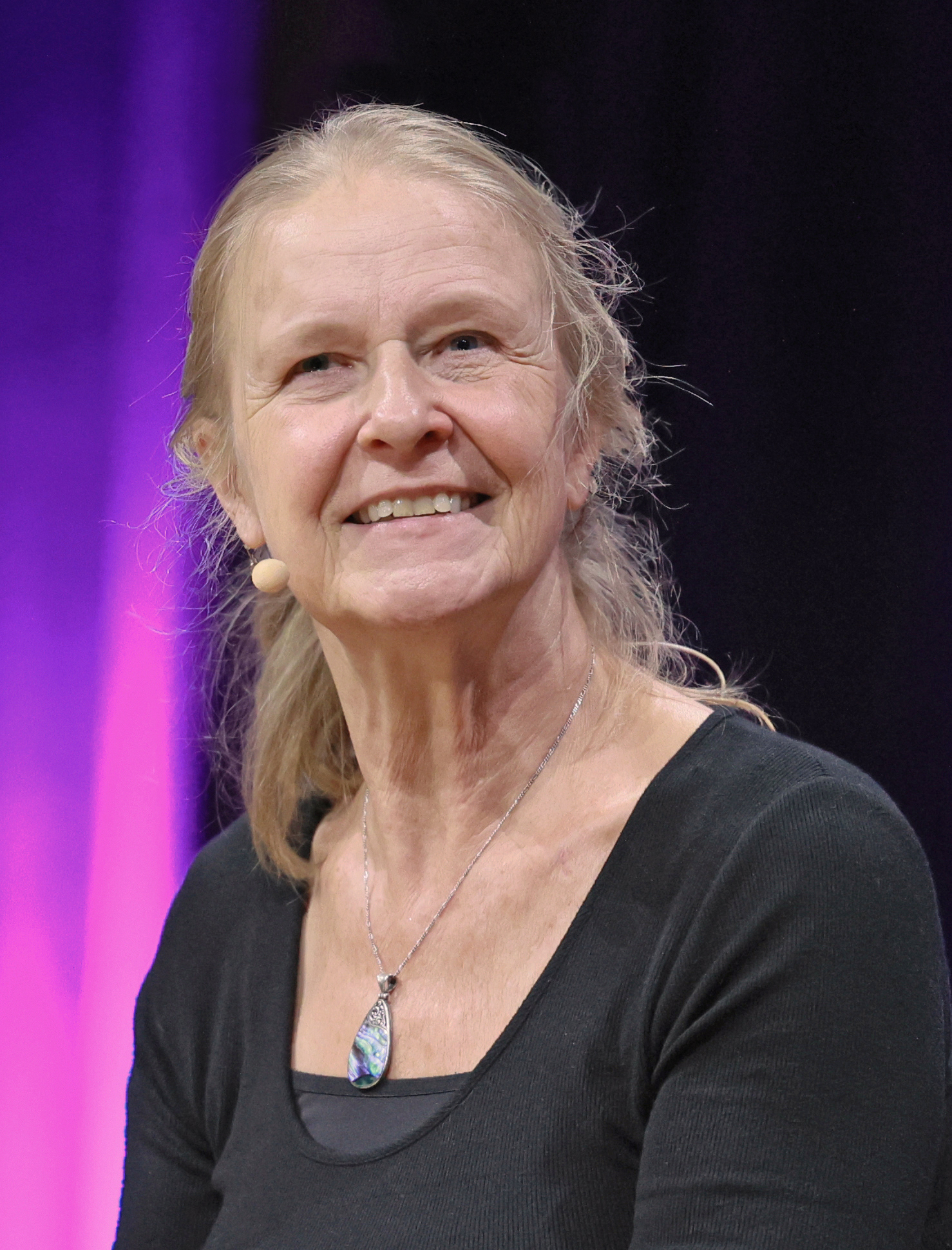
Cornelia Funke auf der Frankfurter Buchmesse 2023

Cornelia Maria Funke (* 10. Dezember 1958 in Dorsten) ist eine deutsche Kinder- und Jugendbuchautorin. Ihre phantastischen Romane sind seit 2007 international erfolgreich. Sie wurden 2020 mit einer Gesamtauflage von über 31 Millionen Büchern in 50 Sprachen übersetzt.

## Biographie
Cornelia Funke wurde am 10. Dezember 1958 im nordrhein-westfälischen Dorsten geboren. Nach ihrem Abitur am dortigen Gymnasium St. Ursula zog Funke nach Hamburg und absolvierte eine Ausbildung zur Diplompädagogin. Drei Jahre lang arbeitete sie als Erzieherin auf einem Bauspielplatz und studierte parallel dazu Buchillustration an der Fachhochschule für Gestaltung in Hamburg. Durch ihre Arbeit als Illustratorin von Kinderbüchern kam sie selbst zum Schreiben. Nebenbei arbeitete Funke an Drehbüchern für die Fernsehserie Siebenstein.
Der internationale Durchbruch kam im Jahr 2002, als ihr in Deutschland bereits im Jahr 2000 im Dressler Verlag erschienenes Buch Herr der Diebe bei Scholastic in den USA erschien und dort über viele Monate auf den Bestsellerlisten stand. Die Entdeckung dieses Buches für den englischen Sprachraum führt Funke auf Clara zurück, ein zweisprachiges Mädchen, das sich beim Verleger von Harry Potter, Barry Cunningham, darüber beschwerte, dass sie ihr Lieblingsbuch nicht mit ihren Schulfreundinnen in England teilen könne. Funkes Cousin schrieb daraufhin eine Rohübersetzung ins Englische, auf deren Grundlage der Vertrag mit dem englischen Verleger zustande kam. Inzwischen wurde dieses Buch in 23 Sprachen übersetzt. Ihr Roman Tintenherz erschien im September 2003 bereits gleichzeitig in Deutschland, Großbritannien, den USA, Kanada und Australien. 2004 kam auch die englischsprachige Übersetzung des Buches Drachenreiter heraus.
Die Gesamtauflage ihrer Bücher lag Ende 2004 bei etwas über zehn Millionen Exemplaren. Einige ihrer Bücher wurden in 37 Sprachen übersetzt (Stand 2008). Das TIME Magazine zählte sie 2005 zu den 100 weltweit einflussreichsten Persönlichkeiten. Im Jahr 2008 hatten ihre Bücher eine Gesamtauflage von 15 Millionen erreicht, im Oktober 2012 waren es weltweit schon über 20 Millionen.

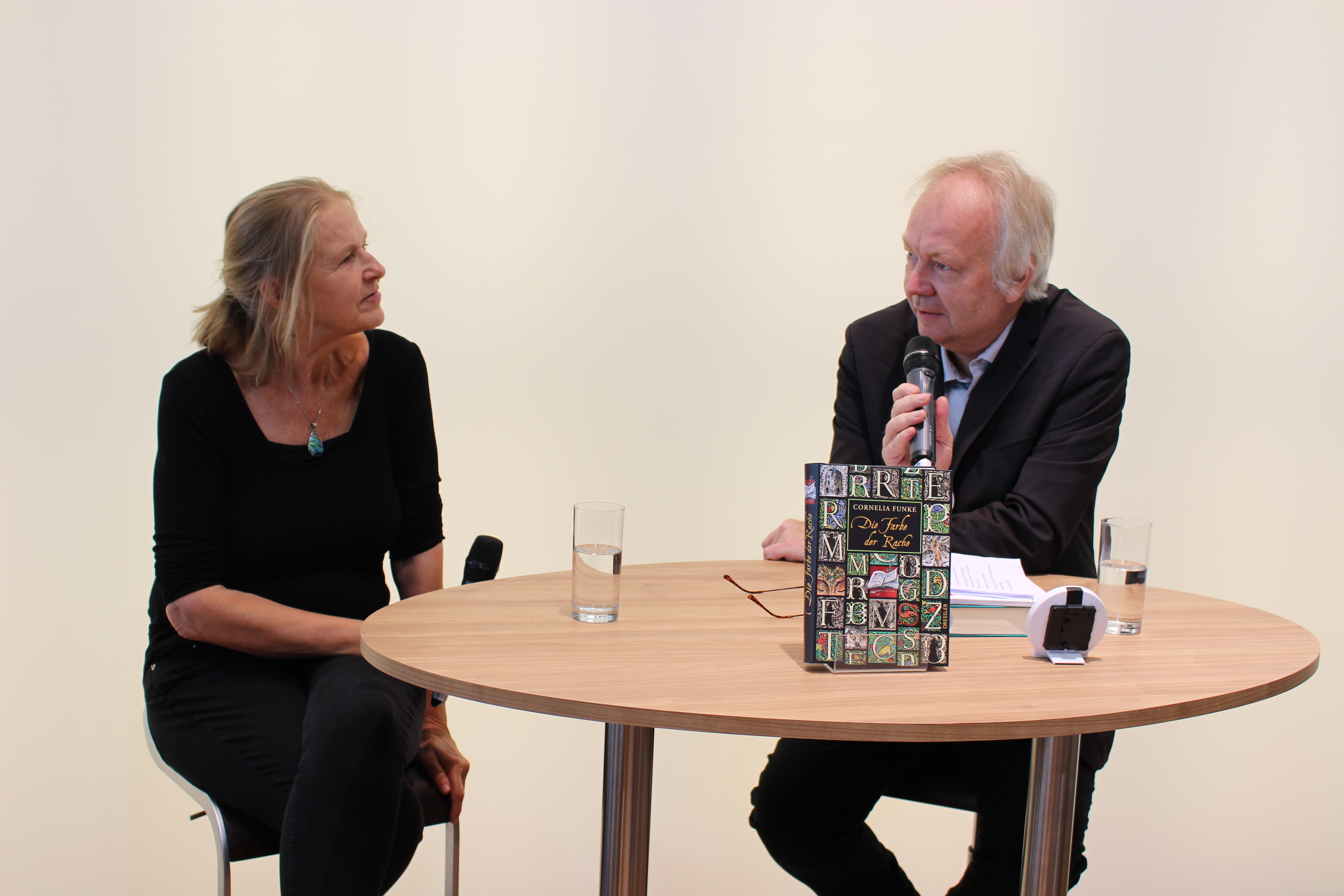
Funke im Gespräch über ihren Roman Tintenwelt 4: Die Farbe der Rache auf der Frankfurter Buchmesse 2023

Anders als bei den Harry-Potter-Romanen von Joanne K. Rowling weigerten sich die Herausgeber der Spiegel-Bestsellerliste trotz enormer Verkaufszahlen lange, Funkes Werke aufzunehmen. Als Grund wurde die überwiegend jugendliche Leserschaft angeführt. Erst mit dem dritten Band der Tintenwelt-Tetralogie wurde diese Eingruppierung verändert, und Tintentod lag am 4. Oktober 2007 sofort auf dem ersten Platz.
Funke gab inzwischen bekannt, dass sie an einem vierten Band der Tintenwelt-Reihe arbeitet. In diesem Band geht es um die Frage, ob Bilder mächtiger sind als Worte. Im Titel des Bandes soll allerdings nicht mehr das Wort „Tinte“ vorkommen. Er wird Die Farbe der Rache heißen. Anstatt 2021, wie ursprünglich geplant, erschien das Buch im Herbst 2023. Allerdings veröffentlichte Funke aufgrund der Corona-Pandemie eine frühe Version der ersten Kapitel schon vorab auf dem YouTube-Kanal Atmende Bücher zum Hören. Sie erklärt die Verzögerung unter anderem damit, dass sie viel Zeit mit der Förderung junger Künstlerinnen und Künstler verbringe, die sie in ihr Haus in der Toskana einlade.
Im September 2010 erschien Funkes neuer Roman Reckless. Steinernes Fleisch gleichzeitig in Deutschland, den Vereinigten Staaten, dem Vereinigten Königreich, Russland, Mexiko, Spanien, Frankreich und Norwegen. Er ist der Auftakt zur ersten großen Romanreihe nach der Tintenwelt-Trilogie. 2011 schrieb Funke das Buch Der Bücherfresser für die 200. Pixi-Bücher-Serie. Im September 2012 erschien mit Lebendige Schatten der zweite Teil ihrer Reckless-Reihe.
Um kreativ und kommerziell weitestgehend unabhängig bei der klanglichen Umsetzung ihrer Geschichten zu sein, gründete Funke im Frühjahr 2016 zusammen mit Eduardo García, Inhaber und Produzent des Hamburger Tonstudios German Wahnsinn, das Hörbuchlabel Atmende Bücher.
Viele ihrer Werke sind bei Oetinger audio, im Jumbo Verlag und im Hörverlag als Audiofassungen erschienen und standen zum Teil auf der hr2-Hörbuchbestenliste (u. a. die Folge Fuchsalarm der Reihe Die Wilden Hühner, gesprochen von der Autorin selbst, sowie die Tintenwelt-Tetralogie und Herr der Diebe).
Als Fortsetzung von Drachenreiter erschien am 26. September 2016 Die Feder eines Greifs, gleichzeitig als Buch und Hörbuch.
Der Filmregisseur Guillermo del Toro bat Funke, aus seinem Film Pans Labyrinth einen Roman zu machen. In Kooperation entstand Das Labyrinth des Fauns, das am 2. Juli 2019 unter anderem beim Verlag S. Fischer herauskam. Es ist das erste Buch, das Funke auf Englisch geschrieben hat.

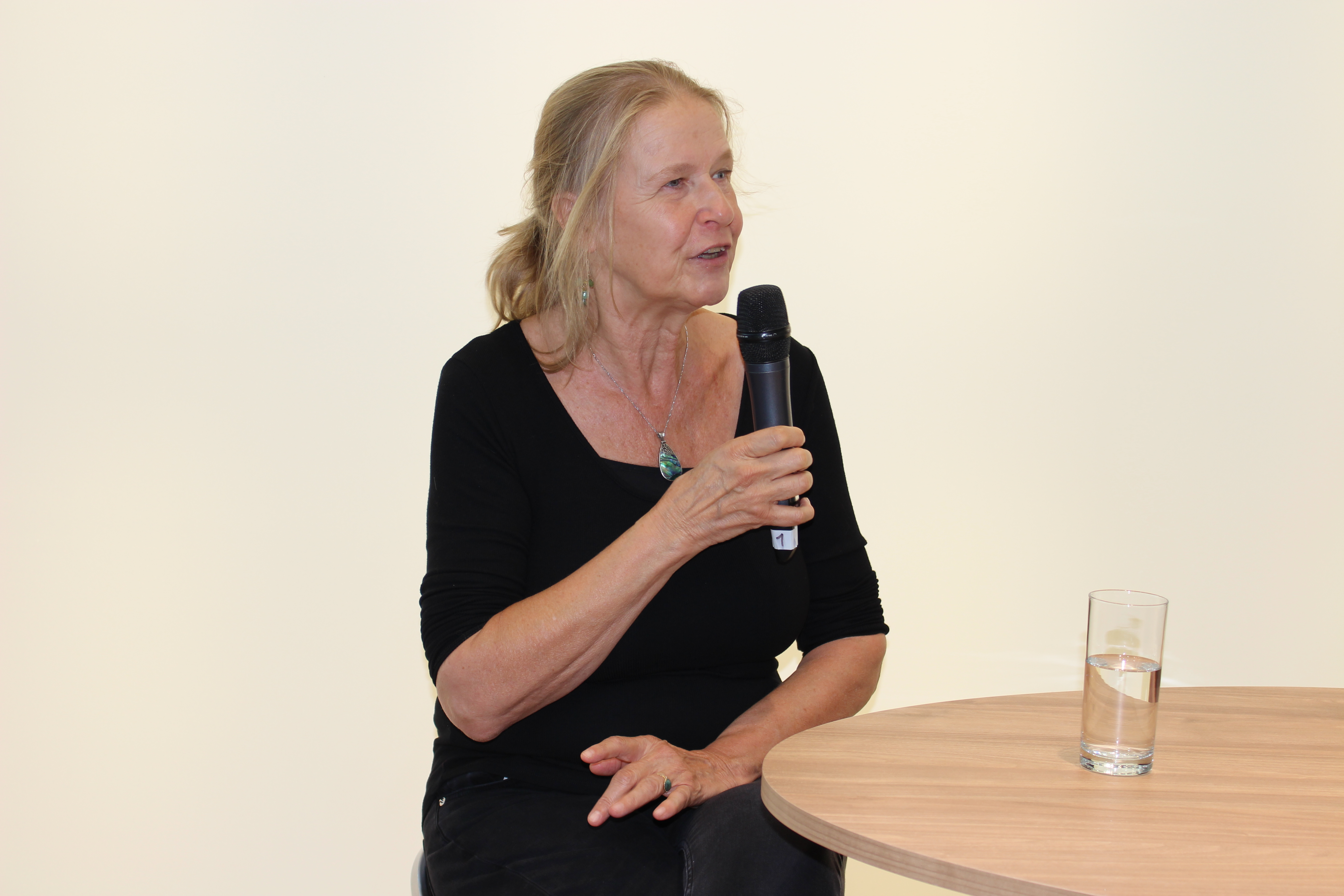
Funke auf der Frankfurter Buchmesse 2023

### Privates
Bis Mai 2005 lebte Cornelia Funke in Hamburg-Wohldorf-Ohlstedt. Sie zog dann mit ihrem Mann Rolf Frahm, den sie 1979 geheiratet hatte, und ihren beiden Kindern in die Vereinigten Staaten nach Los Angeles. Ihr Mann starb am 5. März 2006 mit 58 Jahren an einer Darmkrebserkrankung. Der gelernte Buchdrucker hatte später Architektur studiert, gab diese Karriere aber auf, um seine Frau zu unterstützen, deren bester Berater er war.
Im Januar 2009 wurde sie Bärenherz-Botschafterin und im Februar 2010 offizielle Patin des Kinderhospizes Bethel für sterbende Kinder. Seit Mai 2012 ist sie eine der deutschen Botschafterinnen der UN-Dekade Biologische Vielfalt.
Von 2017 bis 2021 lebte Funke auf einer Avocadofarm in Malibu. In einem Interview teilte sie mit, dass sie ihren Lebensmittelpunkt wieder nach Europa, nach Italien in die Toskana bei Volterra, verlegen werde. Seit September 2021 lebt sie dort auf einem Anwesen. Als Grund für den Umzug nach Italien gab Funke unter anderem an, dass der Klimawandel in Kalifornien zu einer so hohen Waldbrandgefahr geführt habe, dass sie dort dauernd mit einem gepackten Notkoffer leben musste. Gemäß einem Interview von 2023 lebt sie auf dem Gelände eines ehemaligen Hotels und „quartiert Künstlerinnen und Künstler in den vier Apartments ein“.

## Werke

### „Die Gespensterjäger“
- Gespensterjäger auf eisiger Spur. Loewe-Verlag, 1994, ISBN 3-7855-2529-X.
- Gespensterjäger im Feuerspuk. Loewe-Verlag 1994, ISBN 3-7855-2686-5.
- Gespensterjäger in der Gruselburg. Loewe-Verlag, 1995, ISBN 3-7855-3831-6.
- Gespensterjäger in großer Gefahr. Loewe-Verlag, 2001, ISBN 3-7855-3832-4.

### „Die Wilden Hühner“
- Die Wilden Hühner. Dressler Verlag, 1993, ISBN 3-7915-0445-2.
- Die Wilden Hühner auf Klassenfahrt. Dressler Verlag, 1996, ISBN 3-7915-0451-7.
- Die Wilden Hühner, Fuchsalarm. Dressler Verlag, 1998, ISBN 3-7915-0456-8.
- Die Wilden Hühner und das Glück der Erde. Dressler Verlag, 2000, ISBN 3-7915-0483-5.
- Die Wilden Hühner und die Liebe. Dressler Verlag, 2003, ISBN 3-7915-0464-9.

Weitere „Die-Wilden-Hühner“-Bücher
- Die Wilden Hühner – Das Bandenbuch zum Mitmachen. Dressler Verlag, 2001, ISBN 3-7915-0460-6.
- Die Wilden Hühner – Mein Tagebuch, Dressler Verlag, 2004, ISBN 3-7915-0701-X.
- Die Wilden Hühner und das Leben. (Mit Thomas Schmid.) Dressler Verlag, 2008, ISBN 3-7915-1914-X.

### „Drachenreiter“
- Drachenreiter. Dressler, Hamburg 1997, ISBN 3-7915-0454-1.
- Die Feder eines Greifs. Dressler, Hamburg 2016, ISBN 3-7915-0011-2.
- Der Fluch der Aurelia. Dressler, Hamburg 2021, ISBN 3-7513-0026-0.

Der Roman Drachenreiter fußt auf Funkes Debütroman Die große Drachensuche, stellt aber eine deutlich erweiterte und überarbeitete Geschichte dar.

### „Tintenwelt“-Tetralogie
- Tintenherz. Dressler, Hamburg 2003, ISBN 3-7915-0465-7.
- Tintenblut. Dressler, Hamburg 2005, ISBN 3-7915-0467-3.
- Tintentod. Dressler, Hamburg 2007, ISBN 3-7915-0476-2.
- Die Farbe der Rache. Dressler, Hamburg 2023, ISBN 978-3-7513-0007-0.

Weitere „Tintenwelt“-Bücher
- Jane Mason, Alex Boegerl, Sarah Hines-Stephens: Cornelia Funkes Tintenherz – Die Filmstory. Dressler, Hamburg 2008, ISBN 3-7915-1264-1.
- Karin Piper-Staisch: Die Welt von Tintenherz. Mit Illustrationen von Cornelia Funke und Wolfgang Staisch. Dressler, Hamburg 2008, ISBN 3-7915-0477-0.

### „Reckless“
- Reckless. Steinernes Fleisch. Dressler, Hamburg 2010; erweiterte Neuausgabe 2020, ISBN 3-7915-0095-3 (Platz 1 der Spiegel-Bestsellerliste vom 27. September bis zum 10. Oktober 2010).
- Reckless. Lebendige Schatten. Dressler, Hamburg 2012, ISBN 3-7915-0489-4.
- Reckless. Das goldene Garn. Dressler, Hamburg 2015, ISBN 3-7915-0496-7.
- Reckless. Auf silberner Fährte. Dressler, Hamburg 2020, ISBN 3-7915-0155-0.

### Weitere Bücher
- Die große Drachensuche oder Ben und Lisa fliegen aufs Dach der Welt. Dressler, Hamburg 1988, ISBN 3-401-01667-9.
- Hinter verzauberten Fenstern. 1989.
- Kein Keks für Kobolde. 1989.
- Lilli und Flosse. 1990.
- Potilla. 1992.
- Käpten Knitterbart und seine Bande. Loewe Verlag, 1993, ISBN 3-7855-2541-9.
- Ene-mene-Rätselspaß mit Vampiren. Loewe Verlag, 1994, ISBN 3-7855-2627-X.
- Rittergeschichten. Loewe Verlag, 1994, ISBN 3-7855-2681-4.
- Zwei wilde, kleine Hexen. Dressler Verlag, 1994, ISBN 3-7915-0446-0.
- Zottelkralle, das Erdmonster. Loewe Verlag, 1994, ISBN 3-7855-2637-7.
- Als der Weihnachtsmann vom Himmel fiel. Dressler Verlag, 1994, ISBN 978-3-7915-0447-6.
- Käpten Knitterbart auf der Schatzinsel. Loewe Verlag, 1995, ISBN 3-7855-2748-9.
- Greta und Eule, Hundesitter Dressler Verlag, 1995, ISBN 3-7915-0448-7.
- Der Mondscheindrache. Loewe Verlag, 1996, ISBN 3-7855-2835-3.
- Kribbel Krabbel Käferwetter. Dressler Verlag, 1996, ISBN 3-7915-0450-9.
- Kleiner Werwolf. arsEdition, München 1996, ISBN 3-7607-3725-0.
- Das verzauberte Klassenzimmer. Loewe Verlag, 1997, ISBN 3-7855-3047-1.
- Hände weg von Mississippi. Dressler Verlag, 1997, ISBN 3-7915-0453-3.
- Tiergeschichten. Loewe Verlag, 1997, ISBN 3-7855-3078-1.
- Prinzessin Isabella. Oetinger Verlag, 1997, ISBN 3-7891-6502-6.
- Verflixt und zugehext. Loewe Verlag, 1998, ISBN 3-7855-3111-7.
- Dicke Freundinnen. Oetinger Verlag, 1998, ISBN 3-7891-1125-2.
- Igraine Ohnefurcht. Dressler Verlag, 1998, ISBN 3-7915-0455-X.
- Dachbodengeschichten. Illustrationen: Wilfried Gebhard. Loewe Verlag, 1998, ISBN 3-7855-3269-5.
- Die schönsten Leselöwen Geschichten. Löwe Verlag, 1998.
- Strandgeschichten. Loewe Verlag, 1999, ISBN 3-7855-3366-7.
- Das Piratenschwein. Dressler Verlag, 1999, ISBN 3-7915-0458-4.
- Der verlorene Wackelzahn. Oetinger Verlag, 2000, ISBN 3-7891-6503-4.
- Herr der Diebe. Dressler Verlag, 2000, ISBN 3-89592-476-8.
- Mick und Mo im Wilden Westen. Oetinger Verlag, 2000, ISBN 3-7891-1149-X.
- Dicke Freundinnen und der Pferdedieb. Oetinger Verlag, 2001, ISBN 3-7891-1150-3.
- Der geheimnisvolle Ritter Namenlos. Fischer-Taschenbuch-Verlag, 2001, ISBN 3-596-85094-0.
- Die schönsten Erstlesegeschichten. Fischer-Taschenbuch-Verlag, 2002, ISBN 3-596-80392-6.
- Emma und der blaue Dschinn. Dressler Verlag, 2002, ISBN 3-7915-0462-2.
- Vorlesegeschichten von Anna. Verlag, Heinrich Ellermann, 2003, ISBN 3-7707-2550-6.
- Die Glücksfee. Mit Bildern von Sybille Hein, Fischer Verlag, 2003, ISBN 3-596-85137-8.
- Der wildeste Bruder der Welt. Oetinger Verlag, 2004, ISBN 3-7891-6507-7.
- Mick und Mo im Weltraum. Oetinger Verlag, 2004, ISBN 3-7891-1172-4.
- Cornelia Funke erzählt von Bücherfressern, Dachbodengespenstern und anderen Helden. Loewe Verlag, 2004, ISBN 3-7855-5179-7.
- Rosannas großer Bruder. Oetinger Verlag, 2005, ISBN 3-7891-6508-5.
- Wo das Glück wächst. Mit Bildern von Regina Kehn. Fischer Verlag, 2008, ISBN 3-596-85225-0.
- Das Monster vom blauen Planet. Fischer Verlag, 2008, ISBN 3-596-85226-9.
- Der verlorene Engel. Dressler Verlag, 2009, ISBN 3-7915-0478-9.
- Der Bücherfresser. Illustration Annette Swoboda, 2011, Loewe Verlag, 2020, ISBN 3-7432-0217-4.
- Geisterritter. Dressler Verlag, 2011, ISBN 3-7915-0479-7.
- Das Labyrinth des Fauns. (Zusammen mit Guillermo del Toro). Roman. S. Fischer, Frankfurt am Main 2019, ISBN 978-3-7335-0552-3.
- Das grüne Königreich. (Zusammen mit Tammi Hartung). Dressler Verlag, 2023, ISBN 978-3-7513-0106-0.

### Hörbuch
- Die Wilden Hühner. Gesprochen von Cornelia Funke. Jumbo Neue Medien & Verlag, Hamburg 1998, ISBN 3-89592-221-8.
- Igraine Ohnefurcht. Gesprochen von Cornelia Funke. Jumbo Neue Medien & Verlag, Hamburg 2000, ISBN 3-89592-431-8.
- Die Wilden Hühner und das Glück der Erde. Gesprochen von Cornelia Funke. Jumbo Neue Medien & Verlag, Hamburg 2000, ISBN 3-89592-473-3.
- Als der Weihnachtsmann vom Himmel fiel. Gesprochen von Karl Menrad. Jumbo Neue Medien & Verlag, Hamburg 2001, ISBN 3-7915-0461-4.
- Hände weg von Mississippi. Gesprochen von Fritzi Haberlandt. Jumbo Neue Medien & Verlag, Hamburg 2002, ISBN 3-89592-680-9.
- Die Wilden Hühner auf Klassenfahrt. Gesprochen von Cornelia Funke. Jumbo Neue Medien & Verlag, Hamburg 2002, ISBN 3-89592-747-3.
- Das geheime Wissen der Wilden Hühner. Gesprochen von Cornelia Funke. Jumbo Neue Medien & Verlag, Hamburg 2002, ISBN 3-89592-698-1.
- Greta und Eule, Hundesitter. Gesprochen von Julia Fischer. Jumbo Neue Medien & Verlag, Hamburg 2002, ISBN 3-89592-746-5.
- Herr der Diebe. Gesprochen von Rainer Strecker. Jumbo Neue Medien & Verlag, Hamburg 2002, ISBN 3-89592-780-5.
- Zwei wilde kleine Hexen. Gesprochen von Fritzi Haberlandt. Jumbo Neue Medien & Verlag, Hamburg 2002, ISBN 3-89592-749-X.
- Die Wilden Hühner. Fuchsalarm. Gesprochen von Cornelia Funke. Jumbo Neue Medien & Verlag, Hamburg 2003, ISBN 3-89592-890-9.
- Kleiner Werwolf. Gesprochen von Karl Menrad. Jumbo Neue Medien & Verlag, Hamburg 2002, ISBN 3-89592-748-1.
- Der Mondscheindrache und weitere Geschichten. Gesprochen von Rainer Strecker. Jumbo Neue Medien & Verlag, Hamburg 2003, ISBN 3-89592-944-1.
- Die Wilden Hühner und die Liebe. Gesprochen von Cornelia Funke. Jumbo Neue Medien & Verlag, Hamburg 2003, ISBN 3-89592-845-3.
- Potilla. Gesprochen von Cornelia Funke. Jumbo Neue Medien & Verlag, Hamburg 2005, ISBN 3-8337-1232-5.
- Tintenherz. Gesprochen von Rainer Strecker. Jumbo Neue Medien & Verlag, Hamburg 2003, ISBN 3-89592-932-8.
- Kein Keks für Kobolde. Gesprochen von Rainer Strecker. Jumbo Neue Medien & Verlag, Hamburg 2004, ISBN 3-8337-1174-4.
- Dicke Freundinnen / Mick und Mo. Gesprochen von Karl Menrad. Jumbo Neue Medien & Verlag, Hamburg 2005, ISBN 3-8337-1233-3.
- Cornelia Funke erzählt von Bücherfressern, Dachbodengespenstern und anderen Helden. Gesprochen von Gerd Baltus, Marion Elskis, Rolf Nagel und Rainer Strecker. Jumbo Neue Medien & Verlag, Hamburg 2005, ISBN 978-3-8337-1329-3.
- Tintenblut. Gesprochen von Rainer Strecker. Jumbo Neue Medien & Verlag, Hamburg 2005, ISBN 978-3-8337-1422-1.
- Zottelkralle. Gesprochen von Monty Arnold. Jumbo Neue Medien & Verlag, Hamburg 2006, ISBN 3-8337-1641-X.
- Tintentod. Gesprochen von Rainer Strecker. Jumbo Neue Medien & Verlag, Hamburg 2007, ISBN 3-8337-1988-5.
- Anna-Geschichten. Gesprochen von Julia Jäger. Jumbo Neue Medien & Verlag, Hamburg 2008, ISBN 3-8337-2070-0.
- Die ganze Tintenwelt. Tintenherz, Tintenblut, Tintentod. Gesprochen von Rainer Strecker. Jumbo Neue Medien & Verlag, Hamburg 2009, ISBN 3-8337-2505-2.
- Gespensterjäger auf eisiger Spur. Das Hörspiel. Gesprochen von Katja Danowski, Monty Arnold, Katja Brügger, Max Hopp. Jumbo Neue Medien & Verlag, Hamburg 2009, ISBN 3-86717-399-0.
- Das kleine Hörbuch vom großen Glück. Gesprochen von Anna Thalbach. Argon Sauerländer Audio, 2009, ISBN 3-86610-722-6. (DE: Gold (Hörbuch-Award))[24]
- Gespensterjäger im Feuerspuk. Das Hörspiel. Jumbo Neue Medien & Verlag, Hamburg 2010, ISBN 3-8337-2533-8.
- Gespensterjäger in der Gruselburg. Das Hörspiel. Jumbo Neue Medien & Verlag, Hamburg 2010, ISBN 3-8337-3070-6.
- Gespensterjäger in großer Gefahr. Das Hörspiel. Gesprochen von Katja Brügger, Ernst H. Hilbich, Leon Alexander Rathje. Jumbo Neue Medien & Verlag, Hamburg 2010, ISBN 3-8337-3070-6.
- Reckless: Steinernes Fleisch. Gesprochen von Rainer Strecker. Oetinger Media, 2010, ISBN 3-8373-0518-X.
- Reckless: Lebendige Schatten. Gesprochen von Rainer Strecker. Dressler Verlag / Ullmann Medien, 2012, ISBN 3-7415-0654-0.[25]
- Ritter, Schwert und Drachenblut. Gesprochen von Gerd Baltus. Jumbo Neue Medien & Verlag, Hamburg 2013, ISBN 3-8337-3068-4.
- Geheimversteck und Geisterstunde. Gesprochen von Rainer Strecker. Jumbo Neue Medien & Verlag, Hamburg 2013, ISBN 3-7855-7679-X.
- Katzen, Hunde, freche Ziegen. Gesprochen von Rolf Nagel. Jumbo Neue Medien & Verlag, Hamburg 2014, ISBN 3-7855-7665-X.
- Drachenreiter – Das Hörspiel. Gesprochen von Monty Arnold. Oetinger Media, 2014, ISBN 3-8373-0779-4.
- Drachenspuk und Monsterschreck. Gesprochen von Gerd Baltus. Jumbo Neue Medien & Verlag, Hamburg 2014, ISBN 3-8337-3312-8.
- Sonne, Strand und ganz viel Meer. Gesprochen von Marion Elskis. Jumbo Neue Medien & Verlag, Hamburg 2015, ISBN 3-8337-3411-6.
- Die Feder eines Greifs.[26] gelesen von Rainer Strecker. Atmende Bücher. Oetinger Media, Hamburg 2016, ISBN 3-8373-0979-7.
- Geisterritter – Das Hörspiel. 2 CDs. Gesprochen von Rainer Strecker. Oetinger Media, 2016, ISBN 3-7915-0004-X.

### Werke für Medien
- Die Wilden Hühner – gestohlene Geheimnisse. CD-ROM. 2004.
- Die Wilden Hühner und die Jagd nach dem Rubinherz. Nintendo DS. 2008.
- Tintenherz. Nintendo DS.

## Theateradaptionen
- 2004 wurde Tintenherz durch das Schauspielhaus Hannover uraufgeführt.
- 2004 wurde Herr der Diebe am Jungen Theater Bonn uraufgeführt.
- 2004 wurde Potilla vom Theater Oberhausen uraufgeführt.
- 2005 wurde Drachenreiter am Jungen Theater Bonn aufgeführt.
- 2006 wurde das Musical Tintenherz am Jungen Theater Bonn uraufgeführt.
- 2007 wurde Herr der Diebe an der Waldbühne Heessen aufgeführt.
- 2007 wurde Die Glücksfee vom THEATER MARIO als Figurentheater in Deutschland erstaufgeführt.
- 2007 wurde Als der Weihnachtsmann vom Himmel fiel vom Musical Ensemble der Stadt Hamm uraufgeführt.
- 2007 adaptierte die Augsburger Puppenkiste das Buch Als der Weihnachtsmann vom Himmel fiel.
- 2008 wurde Tintentod durch das Schauspielhaus Hannover uraufgeführt.
- 2009 wurde Emma und der blaue Dschinn von der Chapeau Claque e. V. im gleichnamigen Theater in Bamberg aufgeführt.[27]
- 2010 wurde Reckless: Steinernes Fleisch durch das Staatsschauspiel Dresden uraufgeführt.
- 2012 wurde Geisterritter aufgeführt, Thalia-Theater, Hamburg.
- 2017 wurde Tintenherz bei den Bad Vilbeler Burgfestspielen aufgeführt.
- 2018 wurde Drachenreiter im Theater Lübeck als Kinder- und Jugendoper (von Jan Pezold und Henning Kothe) uraufgeführt.

## Verfilmungen
- 2005: Herr der Diebe
- 2006: Die Wilden Hühner
- 2007: Die Wilden Hühner und die Liebe
- 2007: Hände weg von Mississippi
- 2008: Tintenherz
- 2009: Die Wilden Hühner und das Leben
- 2011: Als der Weihnachtsmann vom Himmel fiel
- 2015: Gespensterjäger – Auf eisiger Spur
- 2017: Als der Weihnachtsmann vom Himmel fiel
- 2020: Drachenreiter

## Ausstellungen
- 20. Januar bis 20. Mai 2013 Cornelia Funke – Tintenherz, Wilde Hühner und Gespensterjäger. Die fantastischen Bildwelten von den frühen Kinderbüchern bis Reckless, Ausstellung in der Ludwiggalerie Schloss Oberhausen
- 25. April 2014 bis 11. Januar 2015 Cornelia Funke. Eine andere Welt., Günter-Grass-Haus, Lübeck[28]

## Auszeichnungen und Ehrungen
- 1998: Kalbacher Klapperschlange für Drachenreiter
- 1999: hr2-Hörbuchbestenliste für das Hörbuch Die Wilden Hühner
- 2000: hr2-Hörbuchbestenliste für das Hörbuch Igraine Ohnefurcht
- 2000: hr2-Hörbuchbestenliste für das Hörbuch Herr der Diebe
- 2000: Wildweibchenpreis für das Gesamtwerk
- 2001: La vache qui lit für Herr der Diebe
- 2001: Kalbacher Klapperschlange für Herr der Diebe
- 2001: Preis der Jury der jungen Leser für Herr der Diebe
- 2002: Evangelischer Buchpreis für Herr der Diebe
- 2003: hr2-Hörbuchbestenliste für das Hörbuch Hände weg von Mississippi
- 2003: hr2-Hörbuchbestenliste für das Hörbuch Tintenherz
- 2003: Corine für Herr der Diebe
- 2003: Mildred L. Batchelder Award für Herr der Diebe
- 2003: Nordstemmer Zuckerrübe für Kleiner Werwolf
- 2004: hr2-Hörbuchbestenliste für das Hörbuch
- 2004: Preis der Jury der jungen Leser für Tintenherz
- 2004: Phantastik-Preis der Stadt Wetzlar für Tintenherz
- 2004: Kalbacher Klapperschlange für Tintenherz
- 2004: BDS-Literaturpreis für das Gesamtwerk
- 2005: Die einflussreichste Deutsche der Welt, eine Bewertung des TIME Magazine
- 2005: Nominierung für den HörKules und hr2-Hörbuchbestenliste für das Hörbuch Tintenblut
- 2008: Nominierung für den Deutschen Hörbuchpreis (Bestes Jugendhörbuch) für das Hörbuch Tintenherz
- 2008: hr2-Hörbuchbestenliste für das Hörbuch Tintentod
- 2008: Roswitha-Preis
- 2008: Bundesverdienstkreuz am Bande
- 2008: Bambi in der Kategorie Kultur
- 2008: Deutscher Phantastik Preis für den besten Roman Tintentod
- 2009: HörKules und SR Bestenliste für das Hörbuch Tintentod
- 2009: Jacob-Grimm-Preis[29]
- 2010: Kinderhörspielpreis der Stadt Karlsruhe für das Hörspiel Gespensterjäger auf eisiger Spur
- 2010: CD des Monats des IfaK und der Stiftung Zuhören für das Hörspiel Gespensterjäger in der Gruselburg
- 2014: Kalbacher Klapperschlange für Geisterritter
- 2015: Annette-von-Droste-Hülshoff-Preis[30]
- 2015: Bayerischer Buchpreis, Ehrenpreis des Bayerischen Ministerpräsidenten für das Gesamtwerk.[31]
- 2016: LovelyBooks Leserpreis in der Kategorie Kinderbuch für Drachenreiter – Die Feder eines Greifs
- 2017: Deutscher Phantastik Preis für das beste deutschsprachige Hörbuch: Drachenreiter – Die Feder eines Greifs
- 2020: Deutscher Jugendliteraturpreis – Sonderpreis „Gesamtwerk“ Autor*in[32]
- 2023: Karl Kübel Preis
- 2023: LovelyBooks Community Award Bronze in der Kategorie Jugendbuch – Fantasy für Tintenwelt 4. Die Farbe der Rache.[33]

## Dokumentarfilme
- Deutschland, deine Künstler – Ein schreibender Weltstar: Cornelia Funke. Fernseh-Reportage, Deutschland, 2008, 44 Min., Regie: Andreas Ammer, Produktion: Bayerischer Rundfunk, Erstsendung: 9. Juli 2008, Deutschland, deine Künstler Cornelia Funke (Memento vom 6. Juli 2008 im Internet Archive) der ARD, Cornelia Funke Folge 3
- „Tintenherz“ made in Hollywood. Fernseh-Reportage, Deutschland, 2008, 3:16 Min., Regie: Barbara Lueg, heute-journal, Erstsendung: 8. Dezember 2008, Video  Tintenherz made in Hollywood in der ZDFmediathek, abgerufen am 1. Juni 2012. (offline)